# آر تيكست (محرر نصوص)
آر تيكست (بالإنجليزية: RText)‏ هو محرر نصوص تم تطويره من قبل مجموعة فايف سوفت (وهي مجموعة من المطورين اللذين يقومون بتطوير تطبيقات معظمها بلغة جافا مع تركيز على تطبيقات واجهة المستخدم الرسومية) وينتمي آر تيكست إلى عائلة البرمجيات الحرة والمفتوحة المصدر وقد تم تطويره باستخدام لغة جافا، وهو محرر موجه بشكل خاص للمطورين والمبرمجين بهدف تسهيل عملية كتابة الشيفرة المصدرية لبرامج الحاسوب، وتجدر الإشارة هنا إلى أنه في بدايات تطويره تم تصميمه ليكون بديلاً لمحرر النصوص نوتباد على أنظمة ميكروسوفت ويندوز إلا أن مشروع المحرر تم توسيعه ليكون أكثر من ذلك بكثير، وهو مستضاف حالياً على موقع سورس فورج لتمكين المستخدمين من تحميله.
تم تصميم آر تيكست ليكون سهل الاستخدام ومرن وذو قابلية عالية للتخصيص، وتندرج شروط استخدامه تحت بنود رخصة بي أس دي، إحدى مزايا تصميمه تتلخص في سهولة قراءة وفهم وتتبع الشيفرة المصدرية التي كتبت له ويتبع ذلك وضوح وسهولة قراءة توثيقات الكود المصدري بهدف تسهيل عملية التطوير عليه من قبل المبرمجين الآخرين وإضافة مزايا ووظائف جديدة لتسهيل عملية التحرير على المستخدمين.

## المزايا والوظائف
يدعم آر تيكست تعليم الصيغة للعديد من لغات البرمجة ويشمل ذلك:
- لغة التجميع للمعالجات على هيكلية (86).
- لوا (Lua).
- لغة بي بي كود (و هي لغة شبيهة بلغة رقم النص الفائق أو ما تعرف ب HTML).
- بيرل (Perl)
- سي (C).
- بي إتش بي (PHP).
- سي++ (++C).
- سي شارب أو ما يعرف بسي # (C# Programming Language).
- بايثون (Python).
- صفحات الطرز المتراصة (CSS).
- روبي (Ruby).
- ديلفي (Delphi).
- فورتران (Fortran).
- سكالا (Scala). آر تيكست يعمل على نظام ريد هات لينكس ويظهر في الصورة عملية تحرير لشيفرة مصدرية مكتوبة بلغة جافا
- جروفي (Groovy).
- أس كيو أل (SQL).

آر تيكست يعمل على نظام ريد هات لينكس ويظهر في الصورة عملية تحرير لشيفرة مصدرية مكتوبة بلغة جافا

- أتش تي أم أل أو ما يعرف بلغة رقم النص الفائق (HTML).
- تي سي أل أو تيكل (TCL).
- جافا (JAVA).
- يونكس شل سكربت (UNIX shell scripts).
- جافاسكريبت (Javascript).
- ملف باتش (Windows batch).
- جيه أس بي أو ما يعرف بصفحات خادم جافا (JSP).
- أكس أم أل (XML).

و بالنسبة لمزايا التحرير فهي تشمل:
- أنواع متعددة من الخطوط في نفس ملف التحرير.
- تطابق الأقواس.
- السحب والإفلات للنصوص.
- مصحح إملائي.
- الإشارات المرجعية في نصوص الشيفرات المصدرية.
- تعليم ظهور المفردات (و هذه ميزة مهمة للمبرمجين حيث تساعدهم على تحديد النطاق الذي يكون فيه المتغير مرئياً وقابلاً للمعالجة).
- قوالب الشيفرات المصدرية.
- عدد غير محدود من عمليات الإسترجاع والإستلحاق لحالة النص (Unlimited undo/redo).
- دعم معايير اليونيكود (حيث يستطيع المستخدم حفظ الملفات بمعايير يونيكود التي تدعمها آلة جافا الافتراضية أو ما يعرف ب JVM).
- تحديد طول السطور حيث يستطيع المستخدمون تحديد طول سطر التحرير.

أما مزايا واجهة المستخدم فتشمل:
- دعم السحب والإفلات للملفات من سطح المكتب إلى منصة المحرر بهدف فتحها وتحضيرها لعملية التحرير.
- دعم تحرير الملفات المتعدد حيث يستطيع المستخدمون تحرير أكثر من ملف في نفس الوقت وبالأسلوبين (نوافذ الألسن) أو (نوافذ تحرير مستقلة).
- دعم عمليات البحث (و البحث والاستبدال) بواسطة التعابير النطية على مستوى نص الملف المفتوح.
- دعم عمليات البحث (و البحث والاستبدال) على مستوى الملفات.
- دعم قائمة المهام حيث يقوم المحرر بتمييز نقاط المهام في تعليقات الشيفرة المصدرية.
- دعم عمليات الطباعة وعمليات معاينة النصوص فيما قبل الطباعة.
- دعم إعادة تحميل الملفات في حال تعديلها من قبل برنامج آخر.
- دعم تخصيص مختصرات لوحة المفاتيح حيث تتيح هذه الخاصية للمستخدمين قابلية عالية للتخصيص لسماحها لهم بتعيين وظائف اختصارات أزرار لوحة المفاتيح.
- دعم تخصيص واجهة المستخدم الرسومية بشكل كامل حيث تتيح هذه الخاصية للمستخدمين القيام بتخصيص كل ما يتعلق بالواجهة الرسومية للمحرر مثل خطوط نصوص الأوامر وشريط الأدوات وألوان الخلفيات والعديد من الخيارات الأخرى.
- توفر توثيقات المساعدة بشكل كامل حيث أن توثيقات المساعدة تأتي مضمنة مع المحرر.
- العمل على أنواع متعددة من المنصات شريطة أن يتم تنصيب آلة جافا الافتراضية.
- توفر ترجمات ل 15 لغة بشرية على واجهة المستخدم الرسومية.

## التوافقية
بما أن آر تيكست مبني على لغة جافا فهو بحاجة إلى آلة جافا الافتراضية (JVM) للعمل وهو يعمل على آلة جافا الافتراضية بنسختها 1.4 أو أحدث، وقد تم اختباره على العديد من أنظمة التشغيل ومنها:
- جميع نسخ ميكروسوفت ويندوز المشمولة من ويندوز فيستا إلى ويندوز 98.
- ريد هات لينكس (REDHAT Linux).
- ماك أو أس أكس (Mac OS X).
- سولاريس (Solaris).
- إيه آي أكس (AIX).
- نيتوير (NetWare).